# Micromesus nannoniscoides
Micromesus nannoniscoides är en kräftdjursart som beskrevs av Yakov Avadievich Birstein1963. Micromesus nannoniscoides ingår i släktet Micromesus och familjen Nannoniscidae. Inga underarter finns listade i Catalogue of Life.